# John Henry Holland
Dr. John Henry Holland (2 de febrero de 1929 - 9 de agosto de 2015) fue un pionero en sistemas complejos y ciencia no lineal. También es conocido como el padre del Algoritmo genético. Profesor de Filosofía, de Ingeniería Eléctrica y de Ciencias de la computación en la Universidad de Míchigan.
Autor de numerosos libros sobre Sistemas complejos adaptativos.

## Publicaciones
Holland es autor de numerosas obras sobre el sistema adaptativo complejo, entre ellas:
- 1975, Adaptation in Natural and Artificial Systems
- 1995, Hidden Order: How Adaptation Builds Complexity
- 1998, Emergence: From Chaos to Order